# Texas Cyclone
Texas Cyclone was een houten achtbaan in Six Flags Astroworld. De Texas Cyclone werd geopend in 1976 nadat het toenmalige Astroworld had gepoogd de originele Coney Island Cyclone te kopen.

## Geschiedenis
Toen de originele Coney Island Cyclone in de zeventiger jaren in slechte staat was en mogelijk afgebroken zou worden probeerde het toch nog Astroworld geheten park de baan te kopen aangezien het park nog geen houten achtbaan had. Uiteindelijk werd besloten tot het bouwen van een replica van de Coney Island Cyclone.
Astroworld vroeg William Cobb om een replica van de Cyclone te ontwerpen. Hij ontwierp een gespiegeld model van de Cyclone. Ook was deze langer en sneller dan het origineel. Tijdens de bouw door Frontier Construction Company raasde er een tropische storm over waardoor de achtbaan werd beschadigd. Hierdoor opende de achtbaan pas in 1976. Toen de achtbaan werd geopend was het een van de snelste en grootste houten achtbanen ter wereld en was volgens veel mensen de beste achtbaan ter wereld. In 1979 werd de eerste bocht in de achtbaan verlaagd om zo veiliger te kunnen rijden bij harde wind.

## Afbraak
De achtbaan werd gesloten op 30 oktober 2005. De uiteindelijke afbraak begon op 9 maart 2006. Omdat verplaatsing te duur was werd hiervoor niet gekozen. Zelfs al zou deze worden verplaatst dan zou de achtbaan niet voldoen aan de huidige eisen.